# Olor al·liàcia

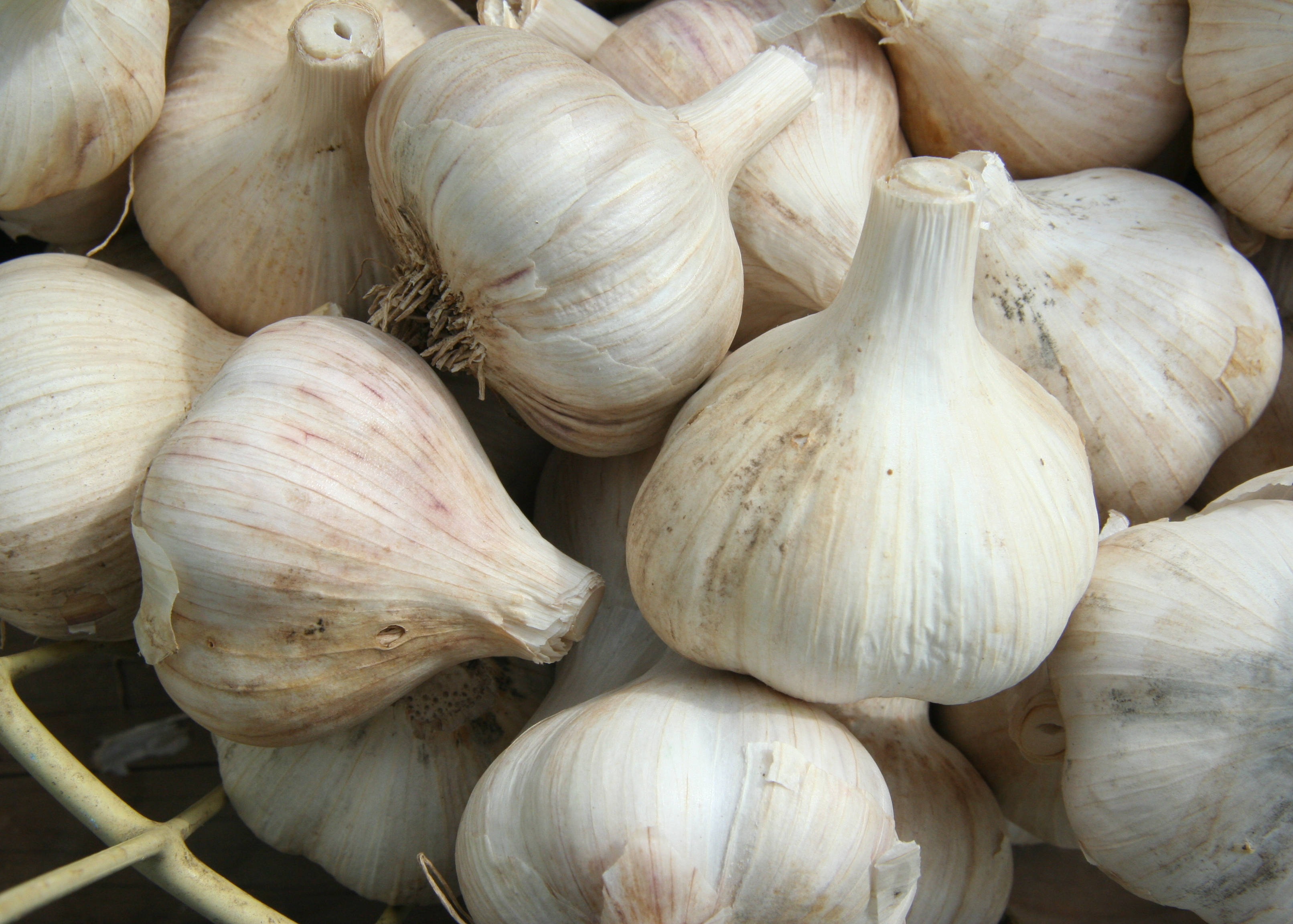
Alls

L'olor al·liàcia, és l'aroma típica que desprenen l'all i la ceba quan se'ls prem, talla o rebrega. L'olor no és privatiu d'aquestes dues hortalisses, ja que molts altres membres de la subfamília de les alioidees presenten aquesta olor tan característica. A tall d'exemple, l'arsènic presenta una olor al·liàcia, així com l'alè de les persones intoxicades amb arsènic, amb fòsfor, amb tel·luri o amb pesticides organofosforats (tret que aquests estiguin dissolts en hidrocarburs).

## Origen
Molts compostos volàtils del sofre han estat proposats com a responsables de l'olor al·liàcia de l'all, com per exemple els tiosulfinats, els hiosulfinats, els compostos que s'originen a partir de la degradació dels àcids sulfènics. Utilitzant diferents mètodes d'anàlisi química s'ha pogut identificar els tiosulfinats i l'òxid de tiopropanal com les molècules responsables de l'olor al·liàcia.